# Кастеллуччи, Ромео
Ромео Кастеллуччи (итал. Romeo Castellucci, 1960, Чезена) — итальянский театральный режиссёр.

## Биография
Учился оформительскому искусству и живописи в Университете изящных искусств в Болонье. В 1981 — вместе с сестрой Клаудией Кастеллуччи и женой, драматургом Кьярой Гуиди — основал театральную компанию Socìetas Raffaello Sanzio.
Руководил театральной секцией Венецианской бьеннале (2005). Ассоциированный артист (artiste associé) Авиньонского фестиваля 2008.
C двух постановок в брюссельском театре Ла Монне («Парсифаль», 2011; «Орфей и Эвридика», 2014) начинается интенсивное сотрудничество Кастеллуччи с оперными театрами и фестивалями — Парижа, Мюнхена, Гамбурга, Зальцбурга, Лиона, Лилля, Базеля, Экс-ан-Прованса, Перми. Режиссёр ставит оперы Рихарда Вагнера, Вольфганга Амадея Моцарта, Алессандро Скарлатти, Арнольда Шёнберга, Рихарда Штрауса, кантатно-ораториальные опусы Иоганна Себастьяна Баха, Моцарта, Артюра Онеггера, Ханса Вернера Хенце. В 2018 году его постановки идут на Зальцбургском («Саломея») и Дягилевском («Жанна на костре») фестивалях, в 2019 году — на Экс-ан-Прованском фестивале (Реквием Моцарта).

## Режиссёрский подход
Режиссёр отстаивает принцип синтеза искусств в перформативном театральном действе, центром которого выступает тело актёра (возвращение тела). Большое место в театре Кастеллуччи занимает импровизация: спектакль Tragedia Endogonidia менялся в каждом из 10 городов Европы, в которых труппа его играла.
В некоторых спектаклях режиссёр стирает грань между игровым и документальным. Так, в постановке «Орфея и Эвридики» Глюка в театре Ла Монне участвовала парализованная девушка, слушавшая трансляцию в больничной палате в режиме реального времени. В постановке «Волшебной флейты» Моцарта в том же театре участвовали слепые женщины и мужчины, перенесшие ожоговые травмы.

## Постановки
- Святая София. Кхмерский театр (1985)
- Спуск Инанны в подземное царство (1989)
- Гильгамеш (1990)
- Исида и Осирис (1990)
- Amleto. La veemente esteriorità della morte di un mollusco (1992)
- Орестея, по Эсхилу (1992)
- Юлий Цезарь, по Шекспиру (1997)
- Genesi (1999)
- Путешествие на край ночи, по роману Селина (1999)
- Il Combattimento, по Монтеверди (2000)
- Tragedia Endogonidia (2002)
- Hey Girl! (2007)
- Божественная комедия, по Данте (2008, Авиньонский фестиваль)
- Парсифаль, по Рихарду Вагнеру (2011, театр Ла Монне)
- О концепции лика Сына Божьего (2011)
- Чёрная вуаль священника, по новелле Натаниэля Готорна (2011)
- Ресторан Времена года (2012, Авиньонский фестиваль)
- Гиперион. Письма террориста, по Гёльдерлину (2013)

## Признание
Неоднократный лауреат итальянской театральной премии Убю, учрежденной в 1977 Франко Куадри. Кавалер французского Ордена искусств и литературы (2002).
Лауреат театральной премии "Золотая маска" в номинации "Работа художника в музыкальном театре" за спектакль "Жанна на костре" Пермского театра оперы и балета имени П.И.Чайковского (2018).